# Пилипенко, Анна Олеговна
Анна Олеговна Пилипенко (25 декабря 1988, Брест) — белорусская футболистка, полузащитница клуба «Динамо-БДУФК». Выступает за сборную Белоруссии.

## Биография
В начале карьеры выступала за клуб высшего дивизиона Белоруссии «Виктория-86» (Брест).
Летом 2011 года перешла в российский клуб «Рязань-ВДВ», где провела два сезона, сыграв 32 матча и забив 8 голов. Первый матч в чемпионате России сыграла 28 августа 2011 года против «Измайлово», а первый гол забила в своей второй игре, 3 сентября того же года в ворота воронежской «Энергии». После ухода из рязанского клуба провела полтора года в другой российской команде «Мордовочка» (Саранск), сыграла 24 матча и забила один гол.
В 2015 году вернулась на родину и присоединилась к клубу «Минск». С этой командой стала четырёхкратной чемпионкой Белоруссии и четырёхкратной обладательницей Кубка страны (2015—2018), а также двукратной обладательницей Суперкубка Белоруссии (2016, 2018). Входила в число лучших бомбардиров чемпионата страны, всего в играх первенства в этот период забила 60 голов в 62 играх. Неоднократно делала хет-трики, а в игре против клуба «Славянка» (25:0) 21 октября 2018 года забила 8 голов. В матчах женской Лиги чемпионов в составе «Минска» сыграла 17 матчей и забила 8 голов, в 2017 году в игре с мальтийской «Биркиркарой» (8:0) сделала хет-трик.
В 2019 году выступала за литовский клуб «Гинтра Университетас». В 2020 году перешла в новосозданный клуб «Динамо-БДУФК» (Минск), с которым стала чемпионкой Белоруссии.
Выступает за национальную сборную Белоруссии. В отборочных турнирах чемпионатов мира и Европы сыграла не менее 24 матчей и забила не менее 5 голов. С 2016 года несколько лет не играла в официальных матчах, но в 2020 году вернулась в состав сборной.